# Empire Award de la meilleure comédie
Les Empire Awards de la meilleure comédie (Empire Award for Best Comedy) sont des prix qui sont décernés chaque année depuis 2006 par le magazine de cinéma britannique Empire.
Les récompenses sont votées par les lecteurs du magazine, concernant les films sortis l'année précédant celle de la cérémonie.

## Palmarès

### Années 2000
- 2006 : Team America, police du monde (Team America: World Police)
  - H2G2 : le guide du voyageur galactique (The Hitchhiker's Guide to the Galaxy)
  - The League of Gentlemen's Apocalypse
  - Wallace et Gromit : Le Mystère du lapin-garou (The Curse of the Were-Rabbit)
  - Serial noceurs (Wedding Crashers)
- 2007 : Little Miss Sunshine
  - Tournage dans un jardin anglais (Tristram Shandy: A Cock and Bull Story)
  - Borat, leçons culturelles sur l'Amérique au profit glorieuse nation Kazakhstan (Borat: Cultural Learnings of America for Make Benefit Glorious Nation of Kazakhstan)
  - Clerks 2 (Clerks II)
  - Super Nacho (Nacho Libre)
- 2008 : Hot Fuzz
  - En cloque, mode d'emploi (Knocked Up)
  - Ratatouille
  - Cours toujours Dennis (Run, Fat Boy, Run)
  - SuperGrave (Superbad)
- 2009 : Le Fils de Rambow (Son of Rambow)
  - Burn After Reading
  - La Ville fantôme (Ghost Town)
  - Bons baisers de Bruges (In Bruges)
  - Tonnerre sous les Tropiques (Tropic Thunder)

### Années 2010
- 2010 : In the Loop
  - Very Bad Trip (The Hangover)
  - Les Chèvres du Pentagone (The Men Who Stare At Goats)
  - A Serious Man
  - In the Air (Up In the Air)
- 2011 : We Are Four Lions (Four Lions)
  - Easy A
  - American Trip (Get Him to the Greek)
  - Very Bad Cops
  - Toy Story 3
- 2012 : Les Boloss (The Inbetweeners Movie)
  - Attack the Block
  - Mes meilleures amies (Bridesmaids)
  - Crazy, Stupid, Love
  - Minuit à Paris (Midnight in Paris)
- 2013 : Ted
  - Moonrise Kingdom
  - 21 Jump Street
  - Happiness Therapy (Silver Linings Playbook)
  - Les Pirates ! Bons à rien, mauvais en tout (Pirates! Band of Misfits)
- 2014 : Alan Partridge: Alpha Papa
  - Légendes vivantes (Anchorman 2: The Legend Continues)
  - 40 ans : Mode d'emploi (This Is 40)
  - C'est la fin (This Is The End)
  - Le Dernier Pub avant la fin du monde (The World's End)
- 2015 : Paddington
  - 22 Jump Street
  - The Grand Budapest Hotel
  - The Inbetweeners 2
  - La Grande Aventure Lego (The Lego Movie)
- 2016 : Spy
  - Ant-Man
  - This Is Not a Love Story
  - Crazy Amy
  - Vice-versa
- 2017 : The Greasy Strangler
  - Hunt for the Wilderpeople
  - Deadpool
  - The Nice Guys
  - SOS Fantômes
- 2018 : La Mort de Staline
  - Toni Erdmann
  - The Big Sick
  - The Disaster Artist
  - Girls Trip